# Thalia (musa)

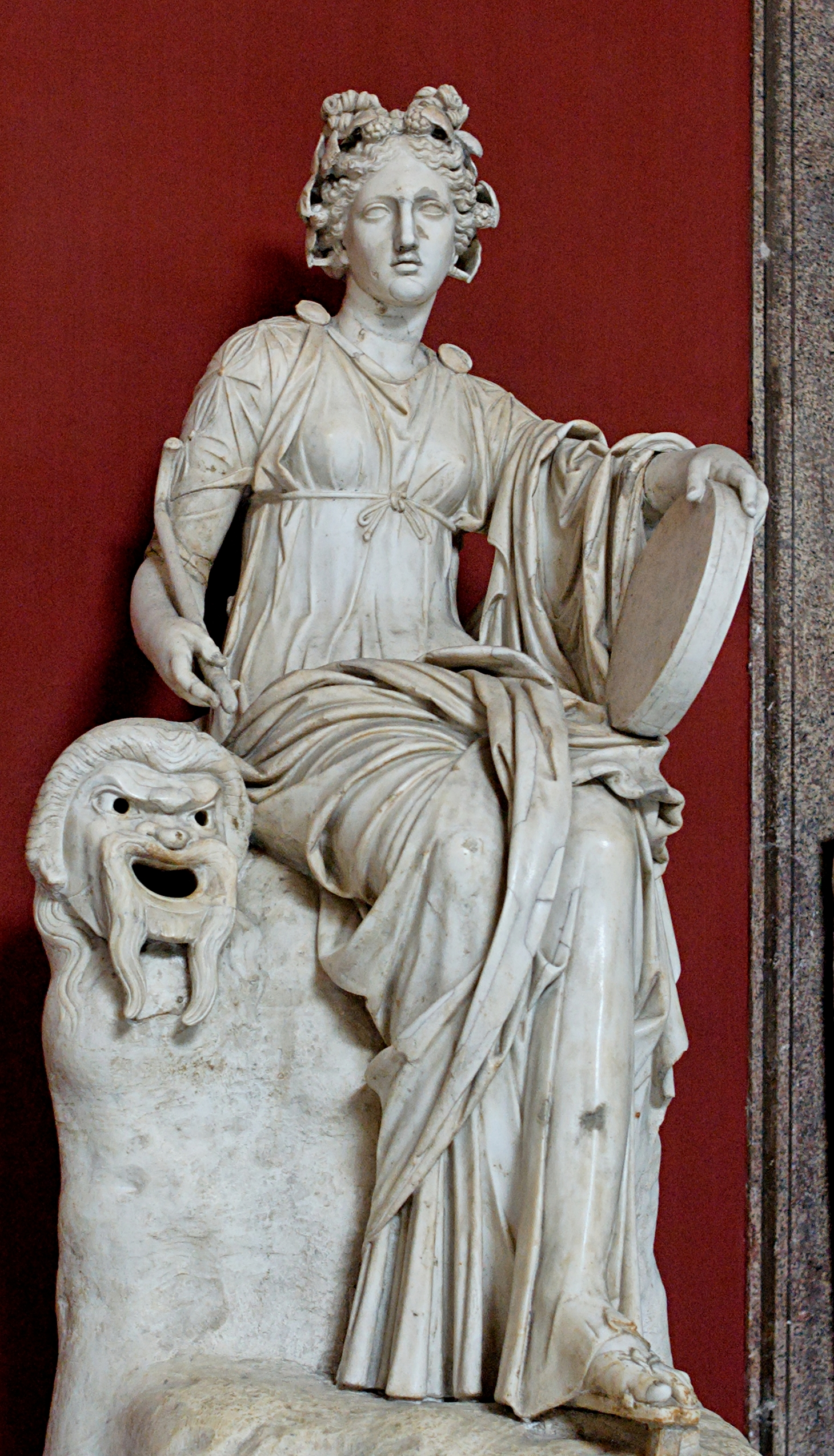
Thalia. Romersk marmorstaty från 100-talet.

Thalia (grekiska Θάλεια, Thaleia), "den blomstrande", var i grekisk mytologi komedins beskyddare. Hon var dotter till Zeus och Mnemosyne och en av de nio muserna. Hennes attribut med vilket hon brukar framställas av den bildande konsten är en komisk ansiktsmask.